# Sony Ericsson V800
Sony Ericsson V800i là phiên bản sản xuất ra thị trường theo phân phối của hãng viễn thông Vodafone - Anh quốc có kiểu dáng thiết kế loại nắp gập. Camera được tích hợp trên máy có khả năng xoay 180 độ. V800 là điện thoại đầu tiên của Sony Ericsson có hai màn hình, trong đó: màn hình ngoài 65.000 màu, màn hình trong 262.000 màu.
Một phiên bản khác được hãng sản xuất và bán ra thị trường dưới dạng máy rời với tên gọi Z800.

## Tổng quan
V800 là điện thoại 3G, có khả năng: truyền dữ liệu tốc độ cao, cuộc gọi video,...